# Platja d'Empuriabrava
La platja d'Empuriabrava és una platja urbana del municipi de Castelló d'Empúries (Alt Empordà), situada a l'entorn residencial d'Empuriabrava, construït sobre una zona d'aiguamolls. Forma part del parc natural dels Aiguamolls de l'Empordà. Limita al nord-est amb la marina d'Empuriabrava i al sud-oest, amb la desembocadura del riu Muga. Orientada al sud-est, té una longitud de 1.286 m i una amplada de 91 m, formada per sorres gruixudes i graves. El pendent d'entrada a l'aigua és molt poc pronunciat. Disposa de servei de salvament, dutxes, lavabos, lloguer de para-sols i patins de pedals.
L'Agència Catalana de l'Aigua efectua un control quinzenal de la qualitat de l'aigua, durant la temporada de bany, amb el resultat d'excel·lent. Està guardonada amb la Bandera Blava, que reconeix internacionalment la qualitat de l'aigua i serveis.